# Наука в Азербайджане

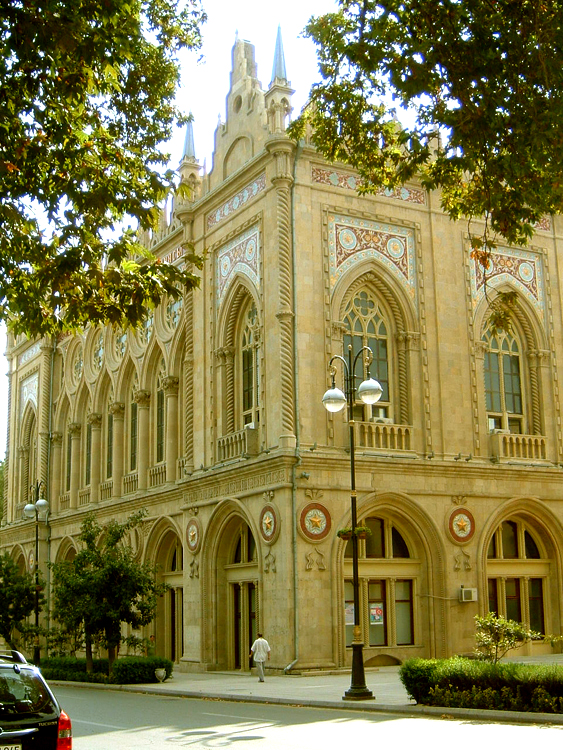
Здание Президиума НАНА

Наука в Азербайджане — научные направления, развиваемые учёными в Азербайджанской Республике.

## История
В IX—XIV века развивались гуманитарные (период правления Аббасидов) и точные (период правления Эльханидов) науки. К примеру, в школах и других учебных заведениях преподавали такие науки, как философия, литература, право, математика, химия, лингвистика, астрономия, медицина.

### XIX век
В XIX веке был достигнут прогресс в области естественных и технических наук. Развитие нефтяной промышленности во второй половине XIX века послужило толчком для развитии химии и нефтехимии. Было учреждено Бакинское отделение Императорского Русского технического общества.

### Период Азербайджанской ССР
В 1923 году был создан Республиканский Геологический комитет, Археологический комитет Азербайджана. 
С 1923 по 1929 год существовало Общество исследования и изучения Азербайджана. 9 октября 1929 года Общество было преобразовано в Азербайджанский государственный научно- исследовательский институт (АзГНИИ). Институт состоял из 7 отделений. Отделение востока АзГНИИ состояло из иранского, турецкого отделов, отдела арабских стран и отдела советского востока.  
В  декабре 1932 года на базе АзГНИИ было создано Азербайджанское отделение Закавказского филиала АН СССР. В 1935 году Закавказский филиал был преобразован в Азербайджанский филиал Академии наук СССР, который 23 января 1945 года был преобразован в Академию наук Азербайджанской ССР. 

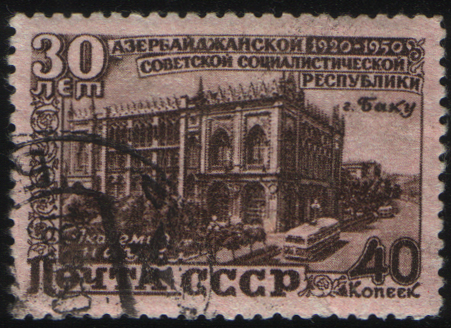
Здание Академии наук Аз. ССР на почтовой марке СССР. 1950 год

В скором времени в составе АН Азербайджанской ССР появились отдельные научно-исследовательские институты геологии, истории, географии, нефти и химии, языка и литературы.  
В Азербайджанской ССР выделялись такие учёные, как Амирханов Х. И. (физик), Сона Рагимова (учёный в области офтальмологии), Валида Тутаюк (ботаник, морфолог).

## Современный период
На 2010 год в республике функционирует 145 научных учреждений, в том числе 96 научных институтов.
AD Scientific Index составила рейтинг учёных Азербайджана 2024. В 2024 году Азербайджан занял 96 место в мировом рейтинге и 32 место в региональном рейтинге.
На 2024 год 159 (42,8 %) действующих патентов на изобретения в Азербайджане выданы в области химии и металлургии, 58 патентов (15,6 %) — в области строительства и горнодобывающей промышленности, 55 патентов (14,8 %) — в области обеспечения жизненных потребностей человека, 34 патента (9,2 %) — в области физики. Патенты выданы по Международной патентной классификации Всемирной организации интеллектуальной собственности.

### Форумы и конференции
27 ноября 2023 года в Баку проведена международная конференция «Наследие Кызылбашей в Азербайджане: по следам истории».
18 - 20 декабря 2023 года проведён форум «Культурное наследие» с участием историков, археологов, художников, архитекторов, скульпторов Азербайджана.
С 9 по 11 сентября 2024 года в Баку проведён Форум азербайджанских учёных, проживающих за рубежом. В форуме приняли участие более 80 азербайджанских ученых из 23 стран, всего около 200 местных и зарубежных деятелей науки.

## Отрасли науки

### История
В 1925 году в Баку В. В. Бартольдом издан курс лекций «Место прикаспийских областей в истории мусульманского мира».
Составлены и изданы материалы по истории нефтяной промышленности Азербайджана до 1870-х годов, архивные материалы по феодальным отношениям в Азербайджане 19 века.
В 1940-е годы П. К. Жузе осуществил перевод и издание рукописей Якуби «История», ат-Табари «Сведения об Азербайджане», Аль-Балазури «Книга завоёванных стран», арабского географа 13 века Якута аль-Хамави «Му джам ал-булдан» (алфавитный перечень стран), Ибн аль-Асира «Тарих ал-Камил» («Полный свод истории»), Ибн Мискавейха, Мухаммеда Ан-Насави «Биография султана Джелал ад-Дина Манкбурны».
П. К. Жузе также издал книги и публикации «Азербайджан под властью арабов VII — IX в.в.», «Появление на исторической сцене тюркской нации», «К вопросу о научной терминологии у современных арабов», «Мутагаллибы в Закавказье в IX — X в», «К истории феодализма в Закавказье», «Расселение арабских племён по Закавказью и дальнейшая их судьба», «Мазъядиты-шейбаниты в Азербайджане. Историко-библиографический очерк», «Арабские племена в Закавказье».
В 1985 году З. М. Буниятовым была издана работа «Азербайджанское государство Атабеков (1136 — 1225)». В 1989 году им  была опубликована монография Азербайджан в 7 - 9 века. При написании данной работы он проанализировал письменные памятники раннего средневековья, археологические артефакты.
В 2023 году изданы книги «Ономастика истины - 2: Карабах и Восточный Зангезур», «Ономастика истины» на русском языке, «Албанские памятники Карабаха и Восточного Зангезура» на английском языке, «Военно-топографическая карта Кавказского края 1847 года», библиография «История азербайджанского албановедения».
Издаётся журнал «Этнокультурное наследие Кавказской Албании».
20 февраля 2024 года презентовано издание «Карта Кавказского края: Тбилиси, 1847 год».

### Востоковедение
Ибрагим Асадович Уаруар, долгое время работавший в Бакинском государственном университете, является составителем учебника и хрестоматии по арабскому языку.
Пантелеймон Крестович Жузе является одним из создателей азербайджанской школы советской арабистики.
П. К. Жузе осуществлён перевод на русский язык и издание «Географического словаря» Якута аль Хамави.
В апреле 1937 года был подготовлен к изданию перевод и комментарий словаря Махмуда аль-Кашгари «Диван лугат ат-турк», осуществлённый Халид-Саидом Ходжаевым. 4 июня 1937 года Ходжаев был арестован органами НКВД. Перевод словаря был уничтожен.
В послевоенный период изданы монографии А. О. Маковельского о маздакизме, А. К. Зуева о философском учении ан-Наззама, о психологических воззрениях Насир ад-Дина Туси, философских воззрениях Бахманяра, социологических воззрениях Ибн Хальдуна, сущности и происхождении суфизма, психологических воззрениях Ибн Сины.
З. М. Буниятов является основоположником школы арабской медиевистики в Азербайджане. Он занимался исследованием истории стран Ближнего Востока периода Арабского халифата и позднего средневековья.

### Литературоведение
В 1934 году были переведены и изданы избранные поэмы Фирдоуси под редакцией Р. Ахундова. 
Группой под руководством Е. Э. Бертельса, в которую входили А. Ализаде, А. Алескерзаде, Ф. Бабаев, Л. Хетагуров, О. Смирнов, были подготовлены подстрочный и поэтический переводы произведений Низами, академическое издание произведений Низами в 6 томах, научно-критический текст «Хамсе» («Пятерица»), который стал наиболее полной версией «Хамсе».
В 1940 году Е. Э. Бертельсом была издана книга «Великий азербайджанский поэт Низами. Эпоха — Жизнь — Творчество».
В 1948 году А. Ализаде и Е. Э. Бертельс получили Государственную премию СССР за научно-критический текст произведения Низами «Шарафнаме».
А. Е. Крымским в конце 1930-х годов была подготовлена монография «Низами и его современники».

### Филология
В 1936 году опубликована работа «Тюркский язык» Абдулазала Демирчизаде. В 1938 году опубликована его книга «Очерки по истории азербайджанского литературного языка». В 1947 году им опубликована «История азербайджанского языка». Является также автором работ по грамматике азербайджанского языка.
В 1950-е годы изданы учебник персидского языка для 1 и 2 курсов и для средних школ.
15 апреля 2024 года состоялась презентация методического пособия Государственного экзаменационного центра Азербайджана для сертификационного экзамена по азербайджанскому языку «Требования к уровням навыков владения азербайджанским языком». Пособие подготовлено с учётом нормативов Общеевропейских компетенций владения иностранным языком (CEFR). Авторами пособия являются сотрудники Азербайджанского университета языков под редакцией Жали Гарибовой.

### Исследование космоса
Со 2 по 6 октября 2023 года в Азербайджане проведён 74-й Международный конгресс астронавтики. Азербайджан представил на конгрессе 214 научных статей.
На 75-м международном конгрессе астронавтики учёными Азербайджана будет представлено 345 научных статей.

### Ботаника
Учёными Гевхар Раси-заде и Октаем Бабаевым разработан препарат для борьбы с виноградной филлоксерой. 15 апреля 1993 года Госпатент СССР выдал патент на данное изобретение. В июне 2018 года патент на данное изобретение был также выдан Центром экспертизы патента и торговых знаков Азербайджана.

### Химия
Азербайджанский химик Юсиф Мамедалиев открыл высокооктановый бензин, сыгравший важную роль в период Второй мировой войны. По его инициативе были учреждены научно-исследовательские институты по химии в Сумгаите.
При Бакинском государственном университете действует лаборатория наноисследований Центра совершенства по исследованиям, развитию и инновациям.

### Физика
Одним из основателей школы теоретической физики в Азербайджане является Абдулла Мухтаров, с 1950 года преподававший на кафедре теоретической физики БГУ, являющийся автором нескольких научных работ.
На декабрь 2023 года в Бакинском филиале МГУ совместно с Институтом физики им. Б.И. Степанова Национальной академии наук Белоруссии проводятся исследования по оптическим и люминесцентным свойствам полупроводниковых соединений. Совместно с институтом прикладной физики «Nello Carrara» (Италия, Фьорентино) осуществляется международный проект «Rare earth doped sulphide materials for white light generation and energy conversion».

### Медицина
13 февраля 2024 года в Журнале функциональных биоматериалов опубликована статья коллектива авторов, в том числе научного сотрудника лаборатории наноисследований Центра совершенства по исследованиям, развитию и инновациям БГУ Айнуры Керимовой, учёных Сабины Гаджизаде, Хабибы Шириновой, Севнидж Нуриевой, Лалы Гахраманлы, Вугара Ягублу «Стратегии модификации поверхности наночастиц оксида железа, нагруженных кризино, для повышения их противоопухолевой эффективности в клетках карциномы толстой кишки человека», в которой исследованы структурные свойства, эффективность загрузки лекарства и противораковый эффект наночастиц оксида железа, функционализированных различными материалами покрытия и загруженных лекарственными средствами. Статья написана в сотрудничестве с учёными Мангеймского медицинского центра Гейдельбергского университета Германии и Национальной лаборатории Фраскати Италии.

### Археология
В 1926 году археологом И.И. Мещаниновым проводились раскопки в Кызылбуруне. В ходе раскопок были обнаружены могилы женщин-воинов.
Археологом Бахлулом Ибрагимли были проведены исследования во II Пловдагском некрополе в Хараба-Гиляне Ордубадского района. Были также обнаружены могилы, принадлежащие женщинам-воинам. В 6-й и 12-й могилах обнаружены скелеты женщин, держащих в руках колчан, 13 стрел и обсидиановый нож.
В некрополе Гызгала, расположенном около сел Дизе и Оглангала Шарурского района были проведены исследования азербайджано-американской археологической экспедиции. В ходе исследований в кургане №CR7 были обнаружены скелетные останки женщин-воинов. В курганах Гызгала были найдены обсидиановые наконечники стрел, бронзовые кинжалы и наконечники копий.
Могилы женщин-воительниц были обнаружены также при исследовании памятников, принадлежащих скифским и сарматским племенам.

### Иные отрасли
Составлена дебютная геологическая карта Азербайджана, начаты исследования по вулканологии и мезозойской истории, обнаружена лечебная нефть в Нафталане, издан сборник материалов о флоре Азербайджана в трёх томах, составлен географический атлас Азербайджана.
По инициативе Ю. Мамедалиева также были учреждены Шемахинская астрофизическая обсерватория, Республиканский рукописный фонд.

## Научные периодические издания
АзГНИИ в период его деятельности издавались сборники «Ближний восток», «Пути изучения Азербайджана», «Азербайджанский научный фронт».

## Национальная академия наук
В 1995 году в Азербайджане была создана сеть академических институтов, которая объединяла главные научные учреждения и академические институты, в том числе и организации государственных структур. Посредством волоконно-оптического и арендованного каналов академическая сеть соединила все главные здания академии. 
В августе 2000 года НАНА и ведущие университеты республики учредили Ассоциацию научно-исследовательских и образовательных сетей Азербайджана «AzRENA».
15 мая 2001 года Академии наук был присвоен статус национальной.
7 августа 2002 года учреждено Нахичеванское отделение НАНА. В его состав входят Институт истории, археологии и этнографии, Институт искусств, языка и литературы, Институт природных ресурсов, Институт биоресурсов, Фонд рукописей, а также Батабатская астрофизическая обсерватория.
4 января 2003 года Академии наук был присвоен статус высшей государственной научной организации. Были расширены полномочия НАНА. Созданы отделения НАНА в Гяндже, Шеки и Ленкорани.
4 мая 2009 года принята Национальная стратегия развития науки в Азербайджанской Республике в 2009-2015 годах. 30 июня 2014 года была принята концепция развития НАНА до 2020 года.
В декабре 2015 года был утверждён новый Устав академии. Появились четыре института: молекулярной биологии и биотехнологии, мировой политики, истории науки, кавказоведения. При Институте физики был учреждён Центр биофизики и смарт материалов. Институт кибернетики был перестроен в Институт управленческих систем. Возник Институт информационных технологий.
Персонал НАНА насчитывает более 10 300 сотрудников. В Академии состоят 60 действительных членов и 107 членов-корреспондентов.
14 июня 2016 года принят закон «О науке».
27 марта отмечается День науки Азербайджана. Праздник учреждён 9 апреля 2018 года. Дата совпадает с датой создания Академии наук Азербайджана.

## Государственная политика
Затраты на научные исследования в 2005—2012 годах (млн. манат)
|                                       | 2005 | 2007 | 2008 | 2009 | 2010 | 2011  | 2012  | 2012/2005 |
| Общие затраты на науку и исследования | 28,8 | 43,9 | 62,1 | 83,3 | 92,8 | 106,1 | 116,7 | +4,0 раза |
| В % к ВВП                             | 0,2  | 0,2  | 0,2  | 0,2  | 0,2  | 0,2   | 0,2   | -         |
| В % к Госбюджету                      | 1,3  | 0,7  | 0,6  | 0,8  | 0,8  | 0,7   | 0,7   | -1,8 раза |